# Aloys von Liechtenstein
Aloys von Liechtenstein (Aloys, Prinz von und zu Liechtenstein) zwany Czerwonym Księciem (Roter Prinz) (ur. 18 listopada 1846 w Pradze, zm. 25 marca 1920 w Wiedniu) – austriacki polityk pochodzący z książęcej rodziny Liechtensteinów, jeden z założycieli Austriackiej Partii Chrześcijańsko-Społecznej i jej przewodniczący w latach 1910–1918.

## Życiorys
Był kuzynem Jana II, księcia Liechtensteinu. Studiował prawo na Uniwersytecie Wiedeńskim. Na początku lat 70. XIX w. pracował w austriackiej w służbie dyplomatycznej. Po powrocie do kraju zaangażował się w działalność polityczną jako przeciwnik liberalizmu i zwolennik reform społecznych, współpracował z Karlem von Vogelsang. W 1878 został wybrany do Izby Posłów austriackiego Reichsratu. W 1881 ze swoim bratem Alfredem założył Liechtensteinklub o charakterze chrześcijańsko-społecznym. W 1888 stanął na czele konserwatywnego klubu poselskiego Centrum i wystąpił z projektem zakładania szkół wyznaniowych. Wobec kontrowersji wywołanych tym pomysłem, w 1889 złożył mandat poselski.
Podjął wtedy bliską współpracę z Karlem Luegerem, z którym założył Austriacką Partię Chrześcijańsko-Społeczną. Był jednym z jej ważniejszych działaczy, ponownie też zasiadł (od 1891) w Izbie Poselskiej Reichsratu. W 1896 został też członkiem dolnoaustriackiego sejmu krajowego, a w latach 1906–1918 pełnił tam nawet funkcję marszałka krajowego. W 1907 r. doprowadził do przyłączenia się do jego partii ruchu katolicko-konserwatywnego (co było jego celem od dawna). Po śmierci Luegera, Liechtenstein, który był jednym z głównych przywódców ideowych partii, został jej nowym przewodniczącym (1910). Rok później stracił mandat poselski, był jednak w późniejszym czasie członkiem Izby Panów Reichsratu. Z przewodniczenia partii zrezygnował w 1918 r.